# 阿納利站
阿纳利站（英語：Anerley railway station）是伦敦地上铁东伦敦线西克羅伊登支線的一座车站，位于伦敦的布羅姆利區，属于第4收费区。此外，南方鐵路也使用本站。

## 概况
本站位于阿纳利，擁有2個站台，站台之間有天橋連接。

## 歷史
1839年6月5日，本站開通，當時的車站名稱為阿納利橋站。因與當地的土地所有者達成了協議，導致車站坐落於一個很大的無人區內。
1923年，本站重組為南方鐵路的一部分。在1948年，本站被國有化。直至1980年代，車站重新被私有化。2010年5月23日，本站開始由倫敦地上鐵管理。

## 列車服務
非高峰時間：
- 至达尔斯顿交汇站，每小時4班
- 至西克罗伊登站，每小時4班
- 至凱特勒姆站，每小時2班
- 至倫敦橋站，每小時2班